# Маспота (підрозділ окружного секретаріату)
Підрозділ окружного секретаріату Маспота — підрозділ окружного секретаріату округу Курунегала, Північно-Західна провінція, Шрі-Ланка. Складається з 33 Грама Ніладхарі.